# Medon fusculus
Medon fusculus är en skalbaggsart som först beskrevs av Mannerheim 1830.  Medon fusculus ingår i släktet Medon, och familjen kortvingar. Enligt den svenska rödlistan är arten otillräckligt studerad i Sverige. Arten förekommer i Svealand. Artens livsmiljö är stadsmiljö, jordbrukslandskap.